# Pic d'Urbión
Le pic d'Urbión est une montagne espagnole d'une altitude de 2 228 m, située dans les Picos de Urbión (es), un massif du système Ibérique. Il se trouve sur la frontière entre la province de Soria et la communauté de La Rioja.